# 坪内純子
坪内 純子 （つぼうち じゅんこ、1956年 - ）はテレビ朝日の元アナウンサー。

## 来歴・人物
1956年、福岡県筑紫野市生まれ。福岡県立筑紫丘高等学校、立教大学文学部ドイツ文学科卒業。大学在学中にTBSのお天気お姉さんでデビュー、同局の番組『お天気メモ』に出演。1981年テレビ朝日入社。1985年、3歳年下のディレクターと結婚後に退社。二児の母。夫はテレビ朝日報道局のチーフ・プロデューサー。

## 出演番組
- みどりの窓口
- アフタヌーンショー
- おはようテレビ朝日

## 同期アナウンサー
- 廣瀬雅子
- 小宮悦子
- 原麻里子
- 野崎由美子
- 迫文代